# Alberto Tedeschi
Alberto Tedeschi (Bologna, 1908 – Milano, 16 maggio 1979) è stato un giornalista, editore, traduttore e scrittore italiano, primo direttore del Giallo Mondadori.

## Biografia
Manifestò fin dall'età giovanile attitudine per le lingue straniere e la letteratura. Nel 1930 fondò una propria casa editrice (ATEM, acronimo di Alberto Tedeschi Editore Milano), che chiuse tuttavia dopo un solo anno di attività. La qualità delle sue traduzioni delle opere di P. G. Wodehouse attirò l'attenzione della casa editrice Mondadori, la quale nel 1933 gli affidò la direzione della collana "I Gialli Economici Mondadori" di cui Tedeschi curò, oltre che la selezione, la traduzione di parecchie delle opere pubblicate. Nel dopoguerra diresse la collana "I Libri Gialli-Nuova Serie, poi Il Giallo Mondadori" quasi ininterrottamente fino alla sua morte, avvenuta nel 1979.
Con la promulgazione delle leggi razziali (1938), Tedeschi, di religione ebraica, aggiunse al cognome paterno (Tedeschi) quello materno (Borio). Nel 1941, chiuse le collane gialle di Mondadori, Tedeschi assunse la direzione editoriale della casa editrice Garzanti. Nel 1949, con la ripresa della collana "Gialli Mondadori", ritornò alla Mondadori. Nel 1960 fu il primo direttore della collana di libri di spionaggio Segretissimo, fino al N. 171 del Marzo 1967. Oltre all'opera di traduttore, nel 1935 Tedeschi pubblicò un romanzo storico (Washington e l'indipendenza degli Stati Uniti) con l'editore Barion di Sesto San Giovanni. Nel 1979, poco prima della sua morte, gli fu assegnato il prestigioso "Raven Award" dall'associazione Mystery Writers of America. Nel 1980 è stato istituito in suo onore il "Premio Tedeschi" destinato agli autori italiani di romanzi gialli inediti.

## Traduzioni
- P. G. Wodehouse, Benissimo Jeeves! : romanzo umoristico inglese, Milano, Monanni, 1930.
- Robert Louis Stevenson, L'isola del tesoro, Sesto San Giovanni (MI), Casa per edizioni popolari, 1934. - Mursia, Milano, 1963.
- P. G. Wodehouse, Zio Fred in primavera, Verona, A. Mondadori, 1940.
- Arthur Conan Doyle, Uno studio in rosso, Milano-Roma, Rizzoli, 1949. - Milano, Mondadori, 1958-2021.
- Elleston Trevor, Il volo della fenice, Milano, Arnoldo Mondadori Editore, 1966.